# Mollie O'Callaghan
Mollie O'Callaghan (Queensland, 2 de abril de 2004) é uma nadadora australiana, campeã olímpica.

## Carreira

### Tóquio 2020
O'Callaghan conquistou a medalha de ouro nos Jogos Olímpicos de Verão de 2020 em Tóquio na prova de revezamento 4×100 m medley e no 4×100 m livre. Além disso, conseguiu o bronze no 4×200 m livre.

### 2022
Em 18 de junho, ao lado de Meg Harris, Shayna Jack e Madison Wilson, O'Callaghan obteve o título dos quatro por cem metros livre no Campeonato Mundial de Esportes Aquáticos em Budapeste. Três dias depois, foi vice-campeã dos duzentos livre no mesmo evento. Em 22 de junho, contribuiu com a equipe do seu país a ganhar a prata na final dos quatro por duzentos livre. No dia seguinte, alcançou o topo do pódio nos cem metros livre. Em 24 de junho, conquistou o ouro nos quatro por cem livre misto, no qual ajudou o time australiano a estabelecer o novo recorde mundial dessa prova com o tempo de três minutos, dezenove segundos e 38 centésimos. Ainda em Budapeste, nadou na final dos quatro por cem medley, onde sua equipe ficou na segunda colocação.
Em 13 de dezembro, obteve o título dos quatro por cem metros livre no Mundial em Piscina Curta em Melbourne, contribuindo com a Austrália a quebrar a marca do mundo da categoria. No dia seguinte, ganhou a prata nos cem costas e o ouro nos quatro por duzentos livre, além de ajudar sua equipe a estabelecer o novo recorde mundial dessa última prova. Em 15 de dezembro, foi também uma das quatro nadadoras que participaram da final dos quatro por cinquenta livre, na qual o time australiano alcançou a segunda colocação. No dia seguinte, conquistou o bronze nos cinquenta costas e baixou sua marca da Oceania da categoria para 25 segundos e 61 centésimos. Ainda em Melbourne, nadou na equipe que venceu os quatro por cinquenta medley e quebrou o recorde mundial dessa prova.

### 2023
Em 23 de julho, obteve o título dos quatro por cem livre no Mundial em Fukuoka, onde seu time estabeleceu a nova marca do mundo da categoria. Três dias depois, ganhou o ouro e bateu o recorde mundial (seu primeiro em provas individuais) dos duzentos livre no mesmo evento. Em 27 de julho, disputou a final dos quatro por duzentos livre, na qual sua equipe alcançou a primeira colocação e quebrou a marca do mundo da prova. No dia seguinte, foi campeã dos cem livre, tornando-se a primeira pessoa do sexo feminino a ficar no topo do pódio tanto nessa categoria quanto nos duzentos livre no mesmo mundial. Em 29 de julho, contribuiu com o time australiano que conquistou o título e estabeleceu o recorde mundial dos quatro por cem livre misto. Ainda em Fukuoka, ficou na segunda colocação nos 4x100 m medley.

### 2024
Em 27 de julho, disputou a decisão dos 4x100 m livre nos Jogos Olímpicos em Paris, na qual sua equipe obteve o ouro e quebrou o marca olímpica dessa prova. Dois dias depois, venceu a final dos 200 m livre no mesmo evento e estabeleceu o novo recorde olímpico da categoria.